# TVG (Fernsehsender)
Televisión de Galicia (auch bekannt als A Galega) ist ein autonomer spanischer Fernsehsender in Galicien. Er gehört zur Compañía de Radio-Televisión de Galicia.
TVG startete am 25. Juli 1985 mit dem Film Mamasunción von Chano Piñeiro, nach einer Testperiode bis zum 29. September des Jahres fing TVG an 39 Stunden in der Woche zu senden.
Heutzutage sendet sie 168 Stunden die Woche, 70 % der Sendungen stammen aus eigener Produktion.
Am 31. Dezember 1996 beginnt die Ausstrahlung von Galeusca (ein Schwestersender) in Amerika und am 17. Mai 1997 startete dessen Website.
Der Sitz des Senders ist in San Marcos in Santiago de Compostela.
Das komplette Programm des Senders wird auf Galicisch ausgestrahlt, mit Ausnahme einiger Werbespots.

## Empfang in Deutschland
TV Galicia sendet digital über den Satelliten Astra 1M auf 19,2 Ost.

## Programm (Auswahl)
- Pratos combinados
- Auga seca
- Lobos e cordeiros
- Libro de familia
- Dalia, a modista
- Do dereito e do revés
- Gondar